# Littérature lettone
La littérature lettone désigne la littérature en letton, ou en Lettonie, ou par les diasporas.

## Tradition orale
- Onomastique
- Contes, légendes, mythes

## Moyen Âge
Dès le Moyen-Âge, la minorité dominante est constituée de Germano-Baltes.

## 16esiècle
Le premier livre imprimé connu, en letton, l'est en 1525 en Allemagne pour l'église lettone luthérienne de Riga, et dont il ne reste aucun exemplaire.
Les livres les plus anciens en letton sont les catéchismes.

## 17esiècle
Seule la littérature spirituelle semble intéressante (et acceptée) :
- Georgs Mancelis (lv) (1593-1654)
- Kristofors Fīrekers (lv) (1615-1685)
- Johann Ernst Glück (1654-1705), avec la première Bible en letton

## 18esiècle
Le siècle des Lumières en Lettonie, c'est d'abord cinq écrivains, tous formés au Danemark et/ou en territoire allemand :
- Gothards Frīdrihs Stenders (lv) (1714-1796), théologien luthérien, germano-balte, homme des Lumières, polygraphe (en allemand, latin, letton), auteur d'une grammaire (Augstas Gudrības Grāmatas) ou livre d'alphabétisation en 1776, et un dictionnaire bilingue de la langue lettone en 1789.
- Ķikuļu Jēkabs (lv) (1740-1777), auteur des premiers poèmes à contenu profane en letton
- Aleksandrs Johans Stenders (lv) (1744-1819), dit le nouveau Stender, pasteur luthérien, théologien, auteur du second dictionnaire allemand pour les Lettons.Comme dramaturge, il écrit, d'après un texte de l'écrivain danois Ludvig Holberg, une pièce à lire, Žūpu Bērtulis (lv) (Le jeu de Luste d'un fermier transformé en bande de propriétaires) (1790), jouée finalement dans le premier théâtre letton en 1868.
- Kārlis Gothards Elferfelds (lv) (1756-1819), Tā dzimšanas diena / Son anniversaire (1804), première pièce publiée en letton
- Garlieb Merkel (1769-1850), aucune œuvre en letton

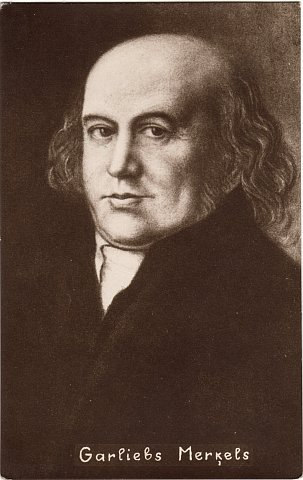
Garlieb Merkel

## 19esiècle
Durant la seconde moitié du siècle, le réveil national letton (en) est animé par le mouvement néo-romantique Jeunes Lettons ou Lettophiles.
De cette époque datent également le festival estonien de la chanson (1869) et le festival national letton des chants et de danses (1873), partie des célébrations de chants et danses baltes (liste du patrimoine culturel immatériel de l'humanité en Lettonie, 2008).
La première tentative officielle de russification date des années 1885-1904, est bloquée un temps par la Révolution russe de 1905, puis les résistances sont écrasées, et de nombreux intellectuels exilés.
- Neredzīgais Indriķis (lv) (1783-1828, Henri l'Aveugle), poète
- Ansis Līventāls (lv) (1803-1878), poète, traducteur
- Ernests Dinsbergs (lv) (1816-1902), enseignant, poète, traducteur, compilateaur
- Jānis Ruģēns (lv) (1817-1876), poète
- Juris Neikens (lv) (1826-1868), pasteur, enseignant, narrateur
- Juris Alunāns (1832-1864), poète, traducteur, journaliste, linguiste, Chants traduits en letton (1856)
- Gustavs Manteifelis (lv) (1832-1916), publiciste, historien, ethnologue, folkloriste, éditeur, d'origine polonaise
- Les frères Kaudzites, Reinis Kaudzītes (1839-1920) et Matiis Kaudzītes (1948-1926), enseignants, journalistes, polygraphes
- Andrejs Pumpurs (1841-1902), poète et écrivain russe de lettonie, Lāčplēsis (1872-1887) (L'Éventreur d'ours)
- Miķelis Krogzemis (en) dit Auseklis (1850–1879), poète letto-russe
- Apsīšu Jēkabs (lv) (1858-1929), enseignant, narrateur réaliste
- Esenberģu Jānis (lv) (1862-1950), acteur, poète, traducteur
- Rūdolfs Blaumanis (1863-1908), journaliste, dramaturge, nouvelliste
- Rainis (1865-1929), poète, dramaturge, traducteur, politique
- Aspazija (1865-1943), poétesse, dramaturge, écrivaine, féministe
- Edvards Treimanis-Zvārgulis (lv) (1866-1950), poète, fonctionnaire, éditeur, politique
- Eduards Veidenbaums (lv) (1867-1892), poète satiriste, traducteur
- Jānis Poruks (1871-1911)

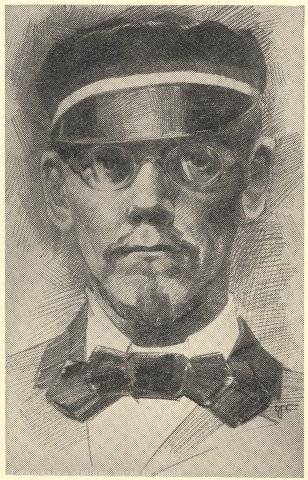
Juris Alunāns
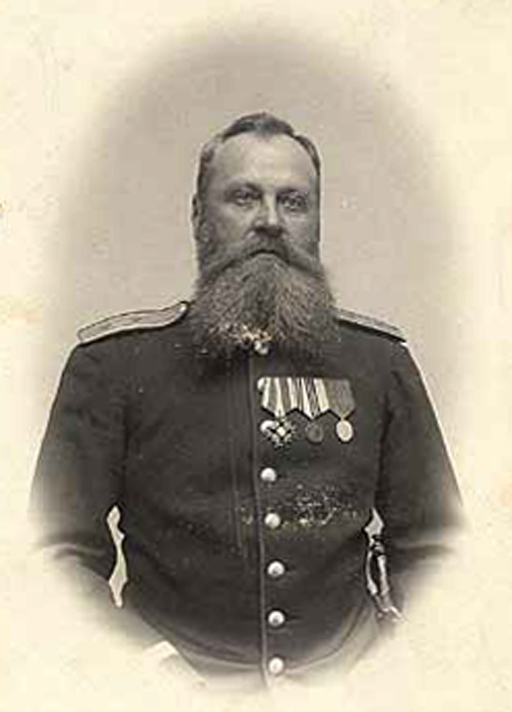
Andrejs Pumpurs
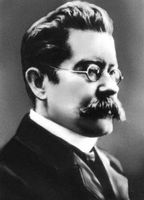
Rūdolfs Blaumanis
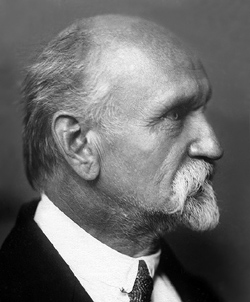
Rainis
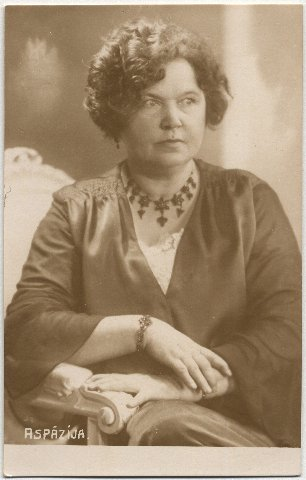
Aspazija

## 20esiècle
Les années 1886-1904 connaissent un mouvement social et politique de gauche, présent en littérature avec le Nouveau Flux (de) (Jaunā strāva (lv)), proche du réalisme.
Le début du siècle est aussi l'âge d'or du symbolisme en Lettonie, avec Viktors Eglītis.
Le court vingtième siècle est douloureux dans les pays baltes : Première Guerre Mondiale, duché balte uni (1918), guerre d'indépendance de la Lettonie (1918-1920), premières indépendances, première occupation des pays baltes (1930-1940), Seconde Guerre mondiale, seconde occupation et annexion des pays baltes (1944-1991)...

### Décadence
- Jānis Akuraters (1876-1937)
- Viktors Eglītis (lv) (1877-1945)
- Zemgaliešu Biruta (lv) (1878-1906)
- Kārlis Skalbe (1879-1945)
- Kārlis Jēkabsons (lv) (1879-1946)
- Kārlis Štrāls (lv) (1880-1970)
- Fricis Bārda (1880-1919)
- Edvarts Virza (lv) (1883-1940)
- Kārlis Krūza (lv) (1884-1960)
- Antons Austriņš (1884-1934)

### Modernisme
- Jānis Sudrabkalns (1894-1975)
- Linards Laicens (lv) (1883-1938)
- Aleksandrs Čaks (1901-1950)
- Jānis Grots (lv) (1901-1968)
- Jānis Plaudis (lv) (1903-1952)
- Eriks Ādamsons (1907-1946)
- Austra Skujiņa (lv) (1909-1932)

### Positivisme
- Jānis Medenis (lv) (1903-1961)
- Zinaīda Lazda (lv) (1902-1957)
- Fricis Dziesma (lv) (1906-2004)
- Veronika Strēlerte (lv) (1912-1995)
- Andrejs Eglītis (lv) (1912-2006)

### Réalisme socialiste
- Jānis Sudrabkalns (1894-1975)
- Valdis Lukss (lv) (1905-1985)
- Mirdza Ķempe (1907-1974)

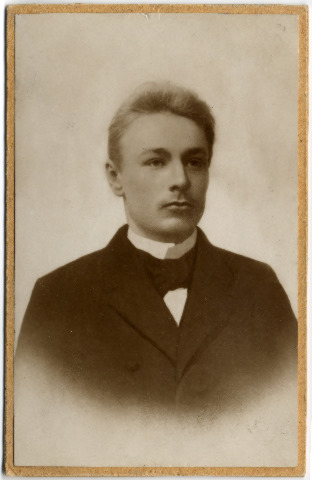
Jānis Akuraters
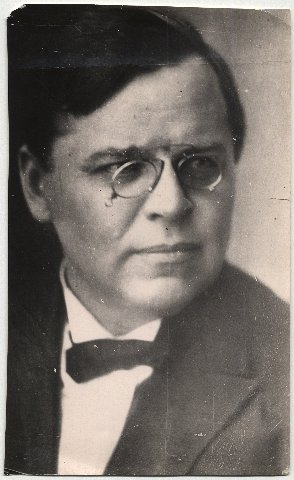
Kārlis Skalbe
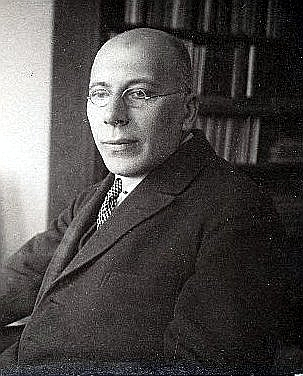
Antons Austriņš
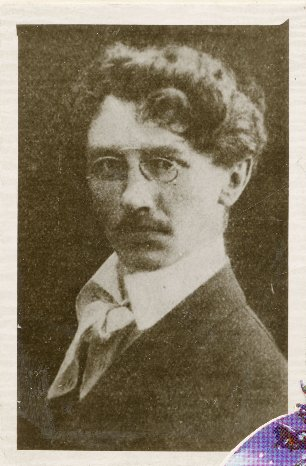
Fricis Bārda
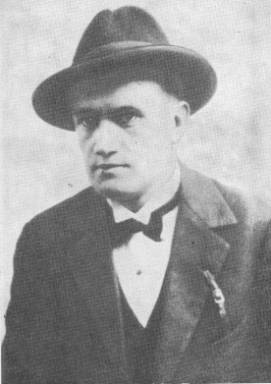
Aleksandrs Čaks

### Elles ķēķis(lv)
Le Chat de l'Enfer est un groupe informel d'écrivains lettons modernistes à New York dans les années 1950 et 1960 :
- Velta Sniķere (lv) (1920-)
- Linards Tauns (lv) (1922-1963)
- Dzintars Sodums (lv) (1922-2008)
- Gunars Saliņš (lv) (1924-2010)
- Baiba Bičole (lv) (1931-)

### années 1960
- Mirdza Bendrupe (1910-1995)
- Monta Kroma (lv) (1919-1994)
- Aina Kraujiete (lv) (1923-2007)
- Astrīde Ivaska (lv) (1926-2015)
- Ārija Elksne (lv) (1928-1984)
- Olga Lisovska (lv) (1928-)
- Olafs Stumbrs (lv) (1931-1996)
- Vizma Belševica (1931-2005)
- Lija Brīdaka (lv) (1932-)
- Ojārs Vācietis (1933-1983)
- Imants Ziedonis (1933-2013)
- Imants Auziņš (lv) (1937-2013)
- Vitauts Ļūdēns (lv) (1937-2010)
- Agate Nesaule (1938-), Une femme en ambre (en) (1995)
- Jānis Peters (lv) (1939-)
- Māris Čaklais (lv) (1940-2003)

### années 1970
- Egils Plaudis (lv) (1931-1987)
- Knuts Skujenieks (1936-)
- Margita Gūtmane (lv) (1943-)
- Uldis Bērziņš (1944-2021)
- Jānis Rokpelnis (1945-)
- Velga Krile (lv) (1945-1991)
- Juris Kronbergs (lv) (1946-)
- Leons Briedis (lv) (1949-)

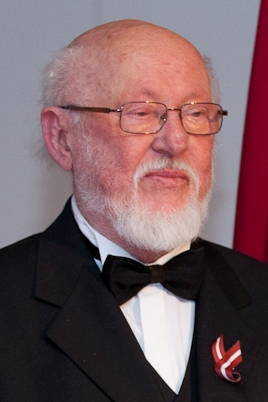
Knuts Skujenieks
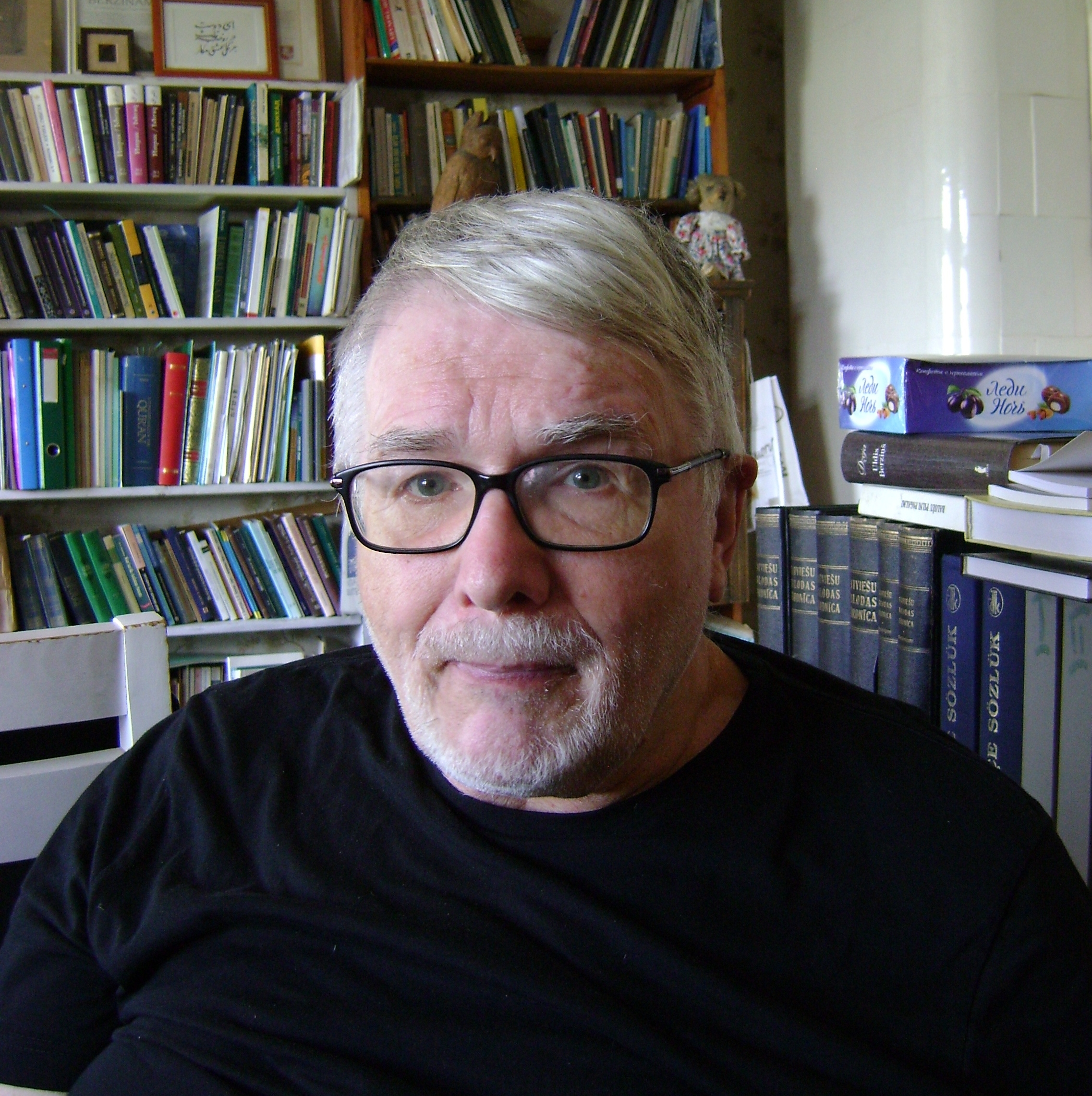
Uldis Bērziņš
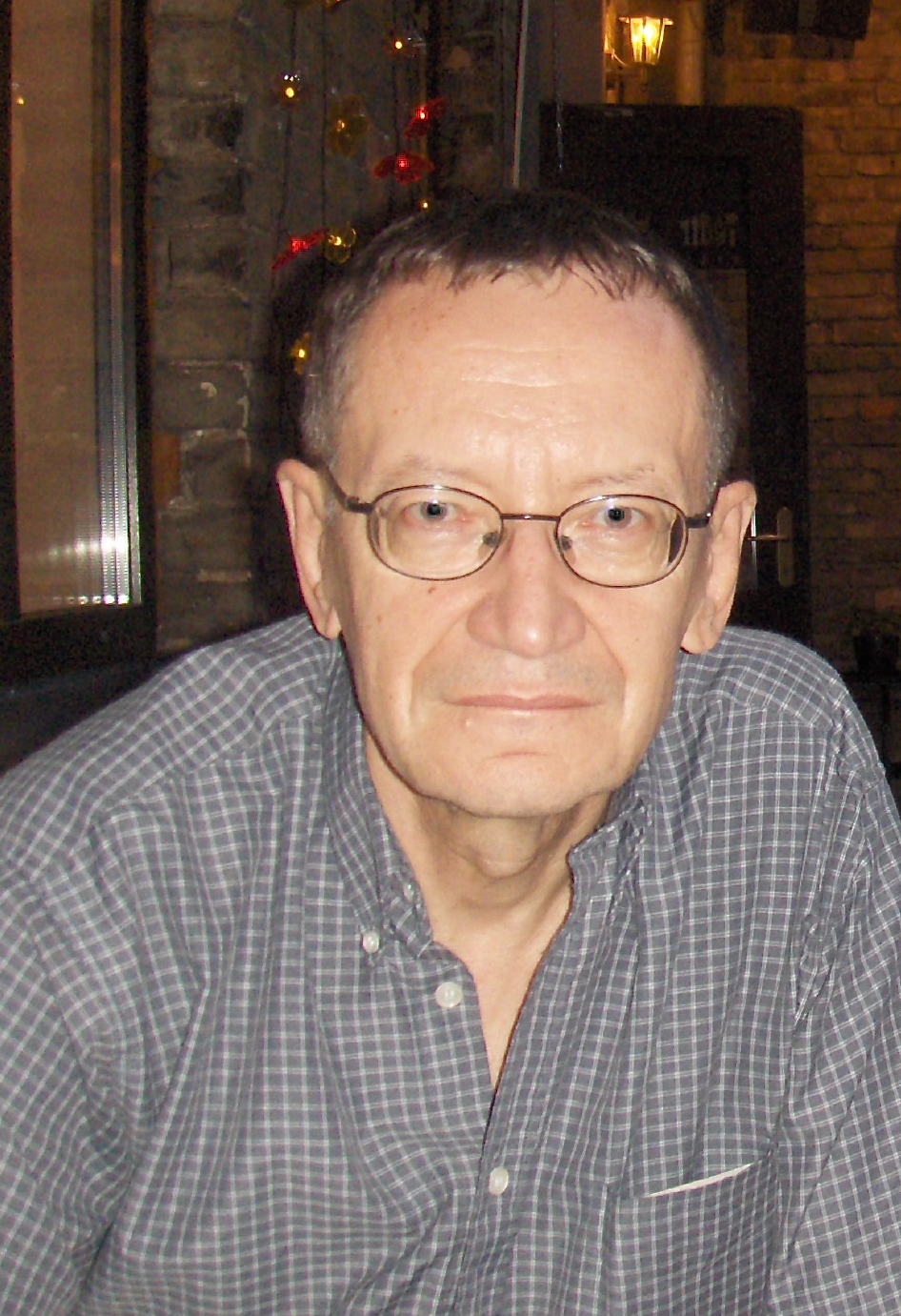
Jānis Rokpelnis

### années 1980
- Broņislava Martuževa (lv) (1924-2012)
- Māra Zālīte (lv) (1952-)
- Amanda Aizpuriete (lv) (1956-)
- Māris Melgalvs (lv) (1957-2005)
- Pēters Brūveris (lv) (1957-2011)
- Inese Zandere (lv) (1958-)
- Andris Breže (lv) (1958-)
- Guntars Godiņš (lv) (1958-)
- Anna Rancāne (lv) (1959-)
- Klāvs Elsbergs (1959-1987)
- Einārs Pelšs (lv) (1960-)

### années 1990
- Eduards Aivars (lv) (1956-)
- Maira Asare (lv) (1960-2015)
- Liāna Langa (lv) (1960-)
- Edvīns Raups (lv) (1962-)
- Inguna Jansone (lv) (1963-)
- Jānis Elsbergs (lv) (1969-)
- Andris Akmentiņš (lv) (1969-)
- Ieva Rupenheite (lv) (1969-)

## 21esiècle
Depuis l'indépendance (1990), le postmodernisme, le dadaïsme et le surréalisme sont des influences de la nouvelle génération : Guntis Berelis, Arvis Kolmanis, Andris Akmentiņš, Jānis Einfelds, Nora Ikstena, Ieva Rupenheite, Edvīns Raups.
Māra Zālīte se concentre sur le théâtre.
Rūta Mežavilka, Inga Ābele et Lauris Gundars font leurs débuts.
- Māris Bērziņš (1962-)
- Valentins Lukaševičs (lv) (1968-)
- Rihards Bargais (lv) (1969-)
- Ingrida Tērauda (lv) (1971-)
- Andra Manfelde (lv) (1973-)
- Oskars Seiksts (lv) (1973-)
- Anna Auziņa (1975-)
- Osvalds Zebris (1975-)
- Inga Gaile (1976-)
- Pēteris Draguns (lv) (1976-)
- Kārlis Vērdiņš (1979-)
- Ronalds Briedis (lv) (1980-)
- Janis Jonevs (1980-)
- Ingmāra Balode (1981-)
- Agnese Krivade (1981-)
- Marts Pujāts (1982-)
- Inga Zolude (1984-)
- Laura Vinogradova (1984-), Snīpulītis no Snīpu (2017), izelpas et  Lāču kalns (Colline des ours, 2018)
- Daina Tabūna (1985-)[1], nouvelliste, Pirmā reize (La Première Fois)
- Orbīta (tekstgrupa) (lv)

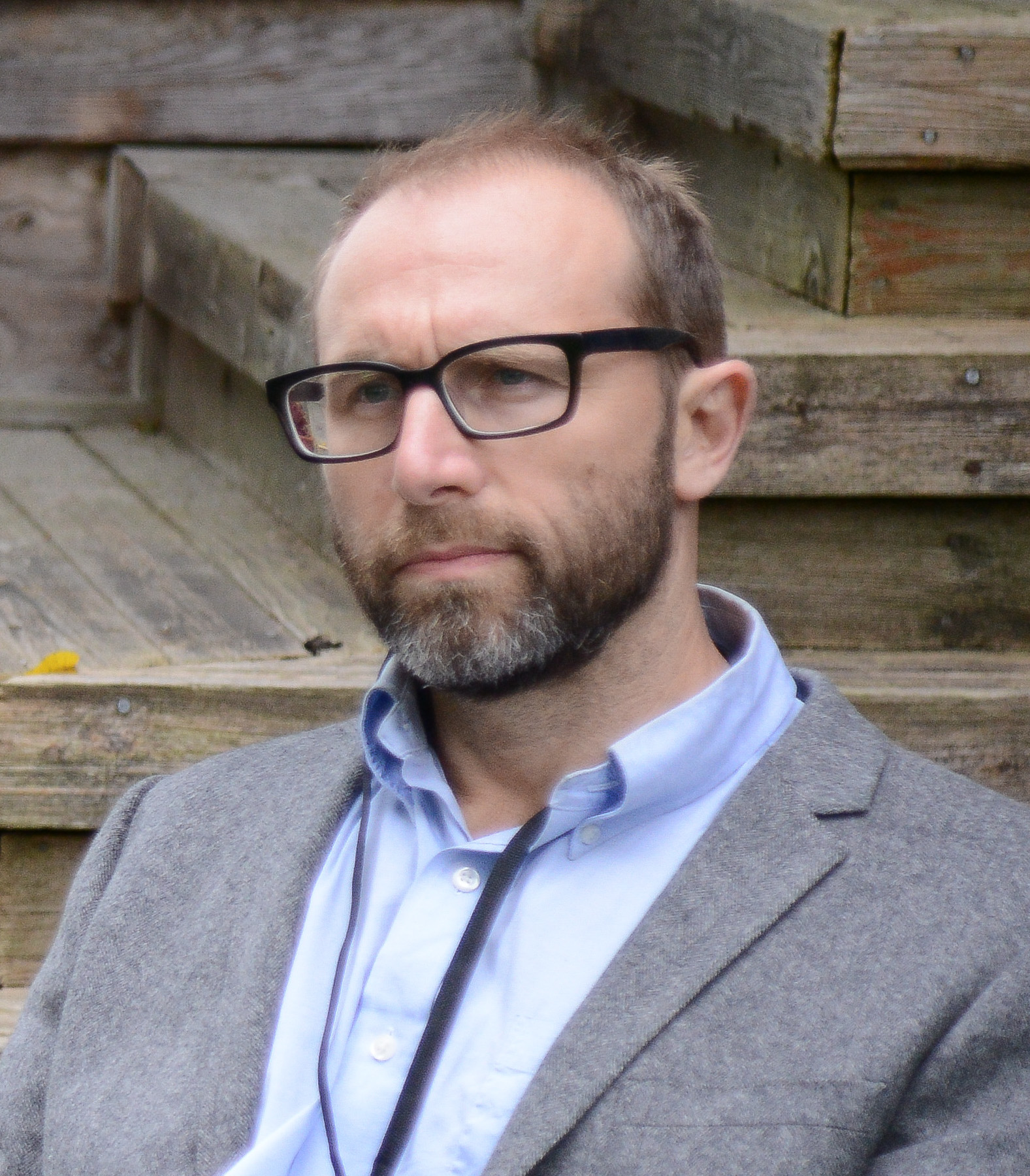
David Bezmozgis
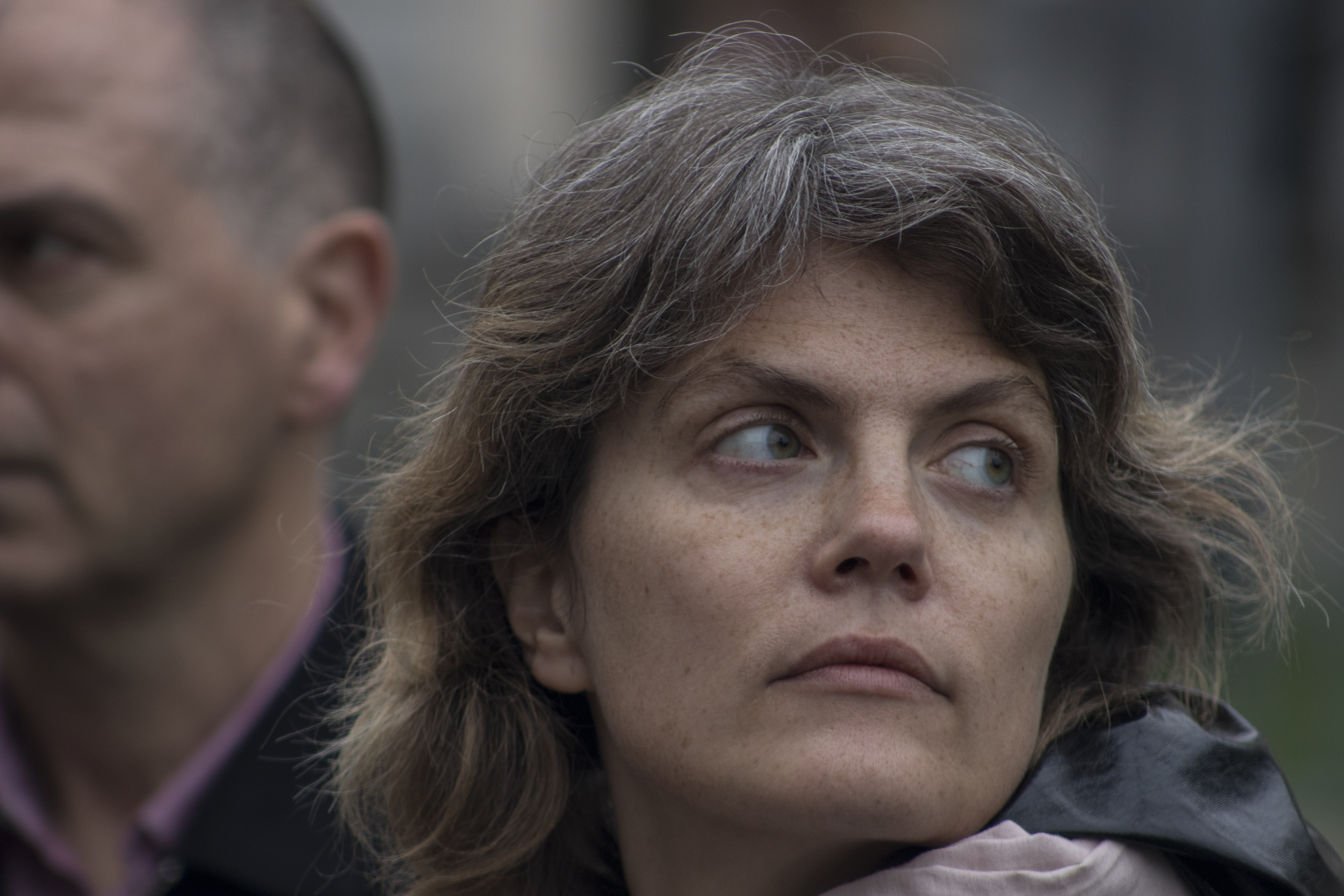
Inga Gaile
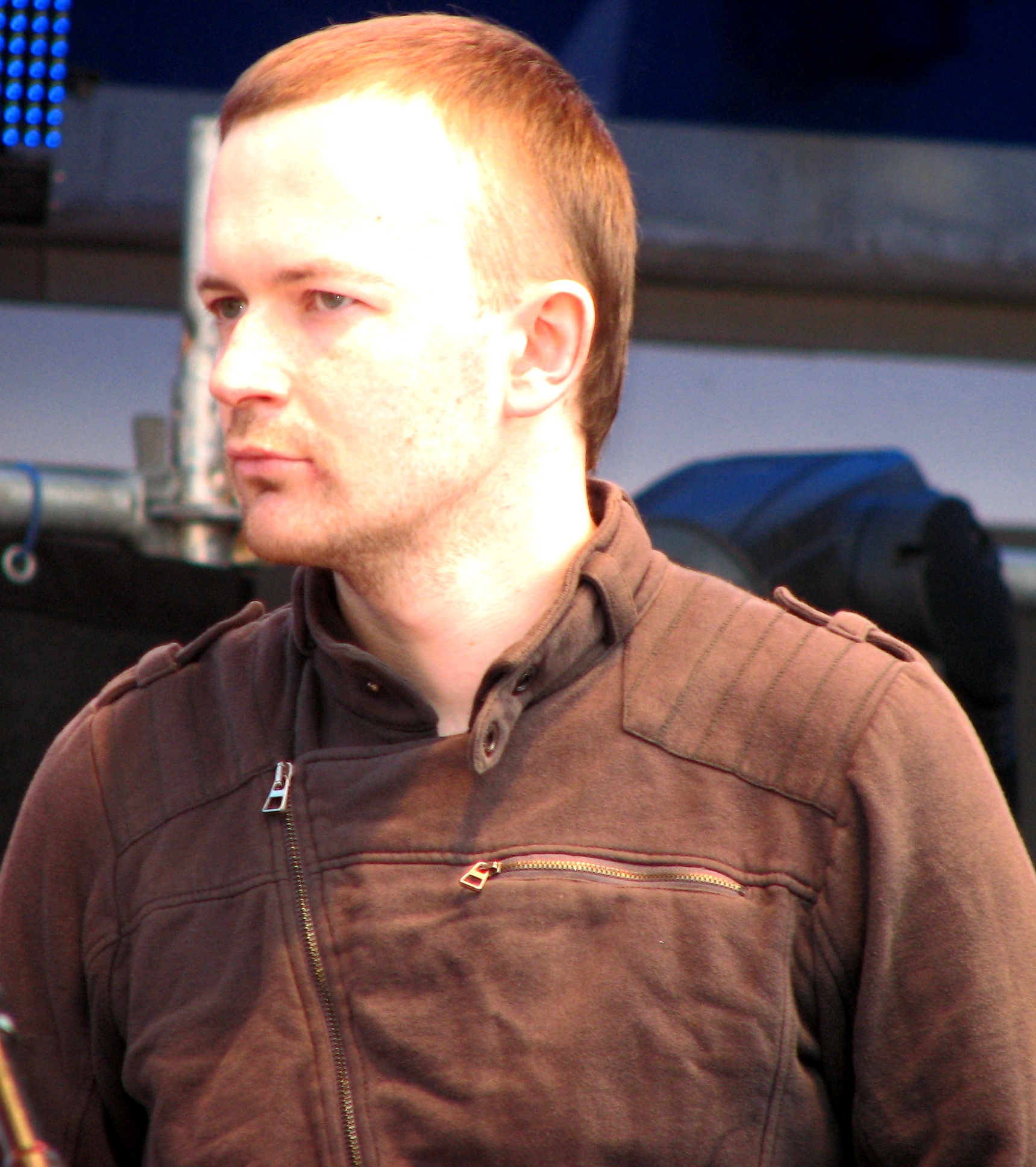
Kārlis Vērdiņš
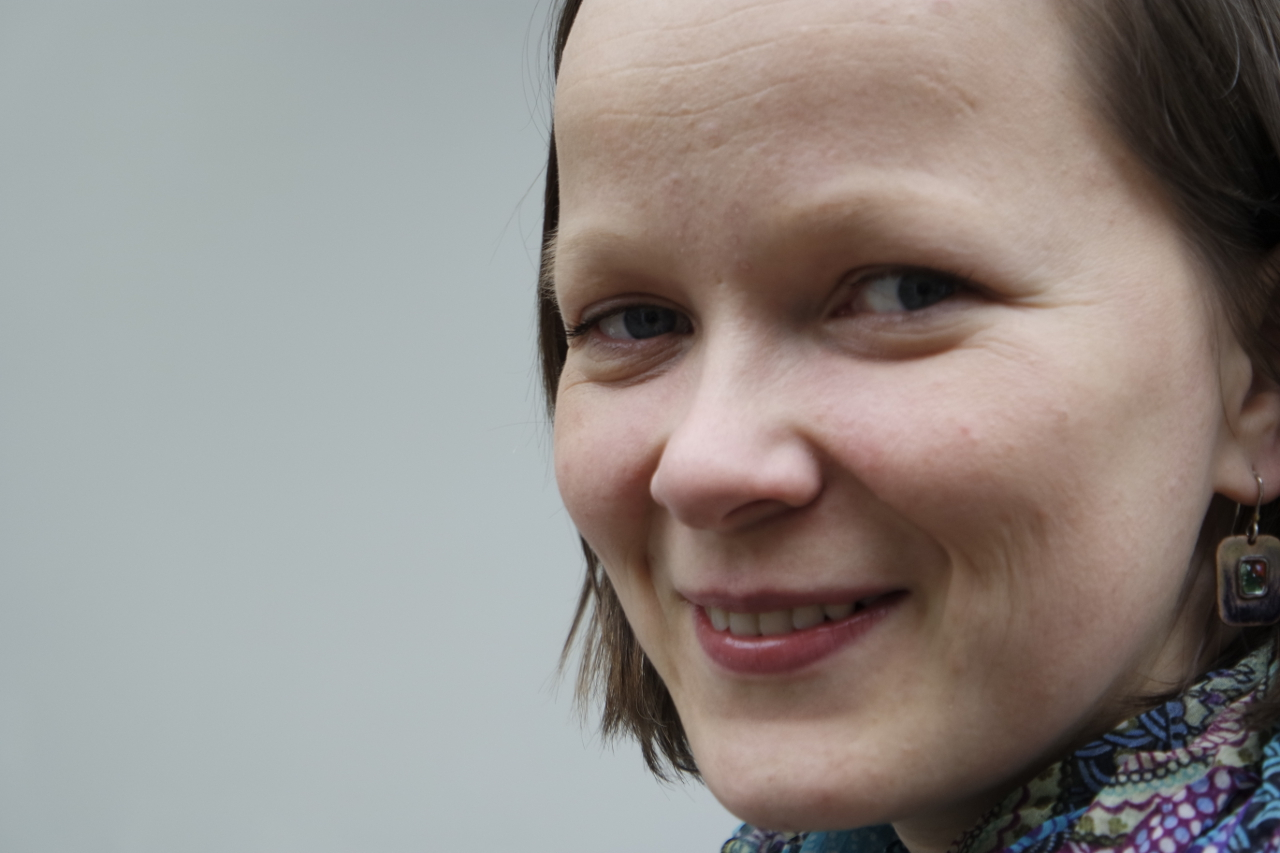
Ingmāra Balode

## Œuvres
- Lāčplēsis (1872-1887, Andrejs Pumpurs), épopée vite nationale
- Latvian Soviet Encyclopedia (en) (1981-1988)
- Wikipédia en letton

## Auteurs
- Écrivains lettons
- Poètes lettons
- Dramaturges lettons
- Liste d'écrivaines lettones (en)
- Liste d'écrivains lettons (de)

## Institutions
- Langues dans les pays baltes
- Lituanus (en), depuis 1954
- Latvian Soviet Encyclopedia (en) (1981-1988)
- Encyclopédie de la Lettonie (lv) (2002-2009, Latvijas Enciklopēdija)
- Société littéraire lettone (en) (1824-1940), publiant le Magazine de Courlande (de)
- Bibliothèque nationale de Lettonie (1919, Latvijas Nacionālā bibliotēka, LNB))
- Archives nationales de Lettonie (lv) (Latvijas Valsts arhīvs, 1940)
- Centre linguistique d'État
- Latvijas Rakstnieku savienība (LRS, 1940), Union des écrivains lettons[2]
- Prix de l'Assemblée balte pour la littérature, les arts et la science (en)

Liste restreinte de prix littéraires internationaux :
- Prix européen de littérature (2005)
- Prix Angelus de littérature d'Europe centrale (de) (2006)

## Autres
- La Lettonie en littérature occidentale francophone, incompréhension dans un cadre flou :
  - Jules Verne, Un drame en Livonie (1904),
  - Georges Simenon, Pietr-le-Letton (1930), le premier roman policier de la série des Maigret,
  - Marguerite Yourcenar, Le Coup de Grâce (1938),
- Une anthologie de nouvelles récentes traduites : Cette peau couleur d'ambre (2004, P.U. de Caen)
- Autres langues
  - Littérature cachoube
  - Littérature yiddish
  - Littérature de langue allemande
  - Latin, Latin médiéval, Latin humaniste, Latin ecclésiastique, Néolatin
- De nombreuses familles lettones ont dû quitter le pays, dont celle du philosophe Isaiah Berlin (1909-1997).